# 李晉芳
李晉芳（1901年—1997年）湖北省黄安县人，中华民国政治人物。

## 生平
李晉芳毕业于国立东南大学。历任湖北省黄梅县、宜昌县、江苏省溧阳县、靖江县、阜宁县等县县长，中央政治学校国文教授。李晉芳任宜昌县县长期间，1938年10月14日，蒋介石再度到访宜昌县，在机场迎接蒋介石的有宜昌警备司令部司令蔡继伦、专员李石樵、县长李晋芳等少数军政要人。后来，李晉芳任复旦大学历史教授。李晉芳是资深中国国民党党员，长期从事地方行政工作，长于文史，明达治理。1942年3月12日，李晋芳被任命为国民政府立法院第四届立法委员。